# Едуард Робинсън
Едуард Робинсън (на английски: Edward G. Robinson), рождено име Емануел Голденбърг (на английски: Emanuel Goldenberg) е американски актьор от златната епоха на Холивуд.  През 1999 година Американският филмов институт включва Робинсън под Номер-24 в класацията на най-големите мъжки звезди на класическото Холивудско кино.

## Биография
През 1930-те и 1940-те той е отявлен критик на фашизма и нацизма, които се разрастват по това време в Европа. Също така е активист за гражданските права на афроамериканците. По време на 50-годишната си кариера Едуард Робинсън се снима в над 100 филма.
Умира на 79 години от рак, само два месеца преди да е удостоен с почетен Оскар.

## Избрана филмография
| Година | Филм                  | Оригинално заглавие     | Роля                   | Режисьор         |
| ------ | --------------------- | ----------------------- | ---------------------- | ---------------- |
| 1944   | Двойна застраховка    | Double Indemnity        | Бартън Кийс            | Били Уайлдър     |
| 1944   | Жената от витрината   | The Woman in the Window | проф. Ричард Уанли     | Фриц Ланг        |
| 1955   | Жестоки хора          | The Violent Men         | Лу Уилкисън            | Рудолф Мате      |
| 1956   | Десетте Божи заповеди | The Ten Commandments    | Датан                  | Сесил Демил      |
| 1959   | Дупка в главата       | A Hole in the Head      | Марио Манета           | Франк Капра      |
| 1965   | Синсинати Кид         | The Cincinnati Kid      | Ланси (The Man) Хауърд | Норман Джуисън   |
| 1969   | Златото на Маккена    | Mackenna's Gold         | Адамс                  | Джей Лий Томпсън |